# Trasa azjatycka AH7
Trasa azjatycka nr 7 (AH7) (ang. Asian Highway 7) – międzypaństwowa droga należąca do sieci Asian Highway Network. AH7 zaczyna się w Jekaterynburgu (Rosja), a swój bieg kończy w pakistańskim mieście Karaczi. Długość trasy AH7 wynosi ponad 5 000 km.